# Séverine Nébié
Séverine Nébié (sinh ngày 27 tháng 11 năm 1982 tại Burkina Faso) là một judoka người Burkina Faso được đào tạo tại Pháp. Cô đã tham dự Thế vận hội Mùa hè 2012 trong nội dung nữ -63kg và thua ở vòng hai. Cô cũng là người mang cờ cho Burkina Faso tại lễ khai mạc. Cô cũng tham gia cuộc thi ju-jitsu, trong đó cô đã giành chức vô địch thế giới 2015 tại Thái Lan.
Sau khi cô giành huy chương bạc ở nội dung 62 nữ   kg chiến đấu trong Đại hội Thể thao Thế giới 2013 ở Cali, thi đấu cho Pháp, cô thậm chí còn giành được huy chương vàng trong phiên bản tiếp theo ở Wrocław ở hạng mục -62 kg.